# خوسيه سوتو (لاعب كرة قدم)
خوسيه سوتو (بالفرنسية: José Souto)‏ هو لاعب كرة قدم ومدرب كرة قدم فرنسي في مركز الوسط، ولد في 20 فبراير 1959 في أرزوا في إسبانيا، وتوفي في 15 يناير 2019 في نانسي في فرنسا. لعب مع ستاد لافال ونادي تور ونادي ستراسبورغ ونادي كويمبيريوس ونادي لانس ونادي ميتز.

## وصلات خارجية
- خوسيه سوتو على موقع قاعدة بيانات كرة القدم.إي يو (الإنجليزية)
- خوسيه سوتو على موقع Soccerway.com (الإنجليزية)
- خوسيه سوتو على موقع عالم كرة القدم.نت (الإنجليزية)
- خوسيه سوتو على موقع GSA (الإنجليزية)